# 旭プロダクション
株式会社旭プロダクション（あさひプロダクション、英: ASAHI PRODUCTION Co.,Ltd.）は、日本のアニメ制作会社。日本動画協会準会員。

## 略歴
1973年、撮影専門スタジオ兼PRムービー会社として設立。設立当初はサンライズや東京ムービー制作アニメの撮影と、日本損害保険協会や旭化成などといった大手企業や業界団体などのPR映像・教育映画の制作などを主とした。
1997年9月、業務拡大を目的に3DCGIの制作を主とする「デジタルスタジオ」を東京都渋谷区原宿に開設。1999年の本社移転と共に本社とデジタルスタジオを一箇所に集約させた。しかし翌年の2000年、撮影監督の梅田俊之を中心とした多数の撮影スタッフがアニメフィルムへ移籍。撮影スタッフの規模が一時縮小した。
2000年代に入ってからは作画・演出・背景美術・3DCGI・仕上・制作スタッフなどを拡充させてグロス請けを開始し、制作会社へ転換した。サンリオからの仕事を請負って、元請制作まで手がけるようになった。当時は、作画から背景まで自社で一貫とした制作体制を整え、『ハローキティ』や『シュガーバニーズ』などといったサンリオ企画・制作作品の元請制作を中心としていた。
2006年、中国無錫市にて、動画仕上げスタジオ「無錫旭陽動画制作有限公司」を設立。
2009年、宮城県白石市の白石市情報センターに制作スタジオ「宮城白石スタジオ」を開設すると発表した。制作スタッフの一部は宮城県内から雇用することを条件に県は緊急雇用創出事業の一環として、むすび丸のアニメーション制作を依頼し、契約が締結した。白石スタジオでは『白石の妖精』などの地元PRアニメの制作も請け負っている。
2011年、TYOアニメーションズで制作された2作品の製作委員会に参加、なお同社にとっては初の製作出資である。2016年には亜細亜堂制作の作品の製作委員会にも参加している（この2社との資本関係はない）。
2024年10月11日、高品質な作品を安定的に制作できる体制の強化を進めることを目的にぴえろと業務提携を締結。
2025年4月18日、従来の連携をより一層強固なものとし、密接なパートナーシップを構築することを目的にぴえろと資本業務提携を締結。
アニメーター育成事業として京都精華大学アニメーション学科での授業などを行っている。

## 制作体制
2020年現在は3つのスタジオを拠点として活動している。また、VFX会社「クロフネプロダクト」と業務提携を結んでいる。
制作部門は制作（プロデュース、制作進行）、作画（アナログ・デジタル・デジタルペイント）、撮影（線撮含む）、3DCG、編集を有し、背景美術以外の映像制作に必要な部門を全て有している。元請制作を務めることは少なく、他社からのグロス請けをメインとしている。また、撮影専門スタジオが成り立ちであることから、2020年現在も他社作品の撮影業務が主な活動となっており、各グロス請け作品で撮影監督を含めた全話数の撮影業務を一貫して引き受けていることが多い。
本社と白石スタジオの間では制作物はデジタルデータのみ、会議もSkypeで行うなど完全にオンライン化されているという。
本社・技術本部（撮影班・CG班・線撮班・編集班）
- 〒177-0051 東京都練馬区関町北2丁目2番10号

マーケティング部
- 〒150-0031 東京都渋谷区桜丘町4番14号 VORT渋谷桜丘5階

制作部
- 〒177-0051 東京都練馬区関町北2丁目27番5号 赤城ビル2階

作画スタジオ
- 〒177-0051 東京都練馬区関町北2丁目27番5号 赤城ビル1階

白石スタジオ
- 〒989-0257 宮城県白石市字亘理町37番3号 白石市情報センター/アテネ内

## 作品

### テレビアニメ
| 開始年 | 放送期間         | タイトル                                                                                            | 監督                 | アニメーション プロデューサー | 備考                            |
| ------ | ---------------- | --------------------------------------------------------------------------------------------------- | -------------------- | ----------------------------- | ------------------------------- |
| 1999年 | 4月 - 2002年3月  | やんちゃるモンちゃ                                                                                  | N/A                  | 小峰正敏                      |                                 |
| 2006年 | 4月 - 9月        | ハローキティ りんごの森のファンタジー                                                               | 大庭秀昭             | 山浦宗春                      |                                 |
| 2006年 | 10月 - 12月      | ウサハナ 夢みるバレリーナ                                                                           | 大庭秀昭             | 山浦宗春                      |                                 |
| 2006年 | 10月 - 2007年3月 | けろけろけろっぴ はすのうえタウン 危機一髪!                                                         | 大庭秀昭             | 山浦宗春                      |                                 |
| 2007年 | 1月 - 3月        | ハローキティ りんごの森のミステリー                                                                 | 大庭秀昭             | 山浦宗春                      |                                 |
| 2007年 | 4月 - 9月        | シュガーバニーズ                                                                                    | 釘宮洋               | N/A                           |                                 |
| 2007年 | 10月 - 12月      | BLUE DROP 〜天使達の戯曲〜                                                                          | 大倉雅彦             | 曽根孝治                      | 共同制作：ビースタック          |
| 2007年 | 10月 - 2008年3月 | ハローキティ りんごの森とパラレルタウン                                                             | 大庭秀昭             | 山浦宗春 斎藤次郎             |                                 |
| 2008年 | 4月 - 9月        | シュガーバニーズ ショコラ!                                                                          | 釘宮洋               | N/A                           |                                 |
| 2009年 | 4月 - 9月        | シュガーバニーズ フルール                                                                           | 釘宮洋               | N/A                           |                                 |
| 2010年 | 10月 - 2011年4月 | スーパーロボット大戦OG -ジ・インスペクター-                                                         | 大張正己             | 曽根孝治                      |                                 |
| 2012年 | 3月21日          | 猫の棲む島                                                                                          | 大庭秀昭             | N/A                           |                                 |
| 2012年 | 10月 - 2013年9月 | ぴっちぴち♪しずくちゃん                                                                             | のなかかずみ         | N/A                           | 共同制作：Yoonif E&C→K's CRAFT  |
| 2014年 | 7月 - 9月        | ひめゴト                                                                                            | 柳瀬雄之             | 松橋厚至                      |                                 |
| 2014年 | 10月 - 12月      | オレん家のフロ事情                                                                                  | 青井小夜             | 松橋厚至 鈴木公尚             |                                 |
| 2015年 | 3月8日           | 今、ふたりの道                                                                                      | 西澤晋               | 行貞公博                      |                                 |
| 2015年 | 3月 - 9月        | ふなっしーのふなふなふな日和                                                                        | 山内東生雄           | 松橋厚至 鈴木公尚             |                                 |
| 2015年 | 7月 - 9月        | ミリオンドール                                                                                      | 川口K一郎 山内東生雄 | 下村敬治                      |                                 |
| 2015年 | 10月 - 12月      | 温泉幼精ハコネちゃん                                                                                | 柳瀬雄之             | 松橋厚至                      | 共同制作：プロダクション リード |
| 2016年 | 4月 - 6月        | パンでPeace!                                                                                        | 辻初樹               | 松橋厚至                      |                                 |
| 2018年 | 4月 - 6月        | お前はまだグンマを知らない                                                                          | まんきゅう           | N/A                           | アニメーション制作協力：CJT     |
| 2019年 | 4月 - 6月        | なむあみだ仏っ!-蓮台 UTENA-                                                                         | オグロアキラ         | 河内山隆                      |                                 |
| 2021年 | 1月 - 3月        | 天地創造デザイン部                                                                                  | 増井壮一             | 河内山隆                      |                                 |
| 2021年 | 1月 - 3月        | WAVE!!〜サーフィンやっぺ!!〜                                                                        | 尾崎隆晴             | 河内山隆                      |                                 |
| 2021年 | 7月 - 9月        | ピーチボーイリバーサイド                                                                            | 上田繁               | 河内山隆                      |                                 |
| 2022年 | 1月 - 3月        | ドールズフロントライン                                                                              | 上田繁               | 河内山隆 今尾圭吾             |                                 |
| 2023年 | 1月 - 3月        | アルスの巨獣                                                                                        | オグロアキラ         | 河内山隆 今尾圭吾             |                                 |
| 2023年 | 4月 - 6月        | おとなりに銀河                                                                                      | 木村隆一             | 今尾圭吾                      |                                 |
| 2023年 | 10月 - 12月      | B-PROJECT〜熱烈*ラブコール〜                                                                        | 武田睦海             | 河内山隆                      |                                 |
| 2024年 | 1月 - 3月        | 魔法少女にあこがれて                                                                                | 鈴木理人 大槻敦史    | 河内山隆                      |                                 |
| 2025年 | 1月 - 3月        | 外れスキル《木の実マスター》 〜スキルの実（食べたら死ぬ）を無限に食べられるようになった件について〜 | 木村隆一             | 河内山隆                      |                                 |
| 2025年 | 4月 - 6月        | 神統記（テオゴニア）                                                                                | 森邦宏               | 河内山隆                      |                                 |
| 2025年 | 10月 -           | 悪食令嬢と狂血公爵                                                                                  | 武田睦海             | 未公表                        |                                 |

### 劇場アニメ
| 公開年 | タイトル                                     | 監督         | アニメーション プロデューサー | 備考                                       |
| ------ | -------------------------------------------- | ------------ | ----------------------------- | ------------------------------------------ |
| 2011年 | ハートの国のアリス〜Wonderful Wonder World〜 | 大庭秀昭     | 曽根孝治                      |                                            |
| 2014年 | 奇魂侍                                       | 瀬名快伸     | 松橋厚至                      |                                            |
| 2019年 | サンタ・カンパニー 〜クリスマスの秘密〜      | 糸曽賢志     | 河内山隆                      |                                            |
| 2020年 | WAVE!!〜サーフィンやっぺ!!〜                 | 尾崎隆晴     | 河内山隆                      |                                            |
| 2023年 | 機甲英雄 劇場版 我與我等於無限大             | アミノテツロ | 河内山隆                      | アニメーション制作協力：マーヴィージャック |

### OVA
- ときめきメモリアル4 ORIGINAL ANIMATION -始まりのファインダー-（2009年、監督：羽生尚靖）

### Webアニメ
- 超游世界（2017年、監督：辻初樹、共同制作:サクセス）

### 撮影担当作品
テレビアニメ
- ゴワッパー5 ゴーダム（1976年）
- 超電磁ロボ コン・バトラーV（1976年 - 1977年）
- 無敵超人ザンボット3（1977年 - 1978年）
- 無敵鋼人ダイターン3（1978年 - 1979年）
- ガンダムシリーズ
  - 機動戦士ガンダム（1979年 - 1980年）
  - 機動戦士Ζガンダム（1985年 - 1986年）
  - 機動戦士ガンダムΖΖ（1986年 - 1987年）
  - 機動戦士Vガンダム（1993年 - 1994年）
  - 機動武闘伝Gガンダム（1994年 - 1995年）
  - 新機動戦記ガンダムW（1995年 - 1996年）
  - 機動新世紀ガンダムX（1996年）
  - ∀ガンダム（1999年 - 2000年）
  - 機動戦士ガンダムSEED（2002年 - 2003年）
  - 機動戦士ガンダムSEED DESTINY（2004年 - 2005年）
  - 機動戦士ガンダム00（2007年 - 2008年）
  - 機動戦士ガンダム00 セカンドシーズン（2008年 - 2009年）
  - 機動戦士ガンダムAGE（2011年 - 2012年）
  - ガンダムビルドファイターズ（2013年 - 2014年）
  - ガンダムビルドファイターズトライ（2014年 - 2015年）
  - ガンダム Gのレコンギスタ（2014年 - 2015年）
  - 機動戦士ガンダム 鉄血のオルフェンズ（2015年 - 2017年）
  - 機動戦士ガンダムユニコーン RE:0096（2016年）

- ザ☆ウルトラマン（1979年 - 1980年）
- 無敵ロボ トライダーG7（1980年 - 1981年）
- 最強ロボ ダイオージャ（1981年 - 1982年）
- 戦闘メカ ザブングル（1982年 - 1983年）
- 魔法のプリンセス ミンキーモモ（1982年 - 1983年）
- ときめきトゥナイト（1982年 - 1983年）
- 聖戦士ダンバイン（1983年 - 1984年）
- 重戦機エルガイム（1984年 - 1985年）
- へーい!ブンブー（1985年 - 1986年）
- Mr.ペンペン（1986年）
- エスパー魔美（1987年 - 1989年）
- 赤い光弾ジリオン（1987年）
- マシンロボ ぶっちぎりバトルハッカーズ（1987年）
- 仮面の忍者 赤影（1987年 - 1988年）
- 魔神英雄伝ワタルシリーズ
  - 魔神英雄伝ワタル（1988年 - 1989年）
  - 魔神英雄伝ワタル2（1990年 - 1991年）

- つるピカハゲ丸くん（1988年 - 1989年）
- 魔動王グランゾート（1989年 - 1990年）
- 美味しんぼ（1989年 - 1992年）
- チンプイ（1989年 - 1991年）
- ガタピシ（1990年 - 1991年）
- 21エモン（1991年 - 1992年）
- クレヨンしんちゃん（1992年 - 2001年）
- ママは小学4年生（1992年）
- ジャングルの王者ターちゃん（1993年 - 1994年）
- 中崎タツヤ スーパーギャグシアター（1994年、1995年）
- 超者ライディーン（1996年 - 1997年）
- 怪盗セイント・テール（1995年 - 1996年）
- 忍ペンまん丸（1997年 - 1998年）
- 超重神グラヴィオン（2002年）
- ケロロ軍曹（2004年 - 2011年）
- 蟲師（2005年 - 2006年）
- ふしぎ星の☆ふたご姫（2006年 - 2007年）
- 家庭教師ヒットマンREBORN!（2006年 - 2010年）
- 銀魂シリーズ
  - 銀魂（2006年 - 2010年）
  - 銀魂'（2011年 - 2012年）
  - 銀魂゜（2015年 - 2016年）
  - 銀魂.（2017年 - 2018年）

- Ergo Proxy（2006年）
- ケモノヅメ（2006年）
- 009-1（2006年）
- DEATH NOTE（2006年 - 2007年）
- おおきく振りかぶって（2007年）
- キスダム -ENGAGE planet-（2007年）
- ななついろ★ドロップス（2007年）
- PRISM ARK（2007年）
- ナイトウィザード The ANIMATION（2007年）
- こどものじかん（2007年）
- 乃木坂春香の秘密シリーズ
  - 乃木坂春香の秘密（2008年）
  - 乃木坂春香の秘密 ぴゅあれっつぁ♪（2009年）

- 鉄腕バーディー DECODEシリーズ
  - 鉄腕バーディー DECODE（2008年）
  - 鉄腕バーディー DECODE:02（2009年）

- 黒塚 -KUROZUKA-（2008年）
- まかでみ・WAっしょい!（2008年）
- ミチコとハッチン（2008年 - 2009年）
- 黒神 The Animation（2009年）
- 神曲奏界ポリフォニカ クリムゾンS（2009年）
- バスカッシュ!（2009年）
- 空中ブランコ（2009年）
- 聖剣の刀鍛冶（2009年）
- バカとテストと召喚獣シリーズ
  - バカとテストと召喚獣（2010年）
  - バカとテストと召喚獣にっ!（2011年）

- さらい屋 五葉（2010年）
- 学園黙示録 HIGHSCHOOL OF THE DEAD（2010年）
- 神のみぞ知るセカイシリーズ
  - 神のみぞ知るセカイ（2010年）
  - 神のみぞ知るセカイII（2011年）
  - 神のみぞ知るセカイ 女神篇（2013年）

- 侵略!イカ娘シリーズ
  - 侵略!イカ娘（2010年）
  - 侵略!?イカ娘（2011年）

- 咎狗の血（2010年）
- TIGER & BUNNY（2011年）
- アスタロッテのおもちゃ!（2011年）
- C（2011年）
- デッドマン・ワンダーランド（2011年）
- C3 -シーキューブ-（2011年）
- たまゆらシリーズ
  - たまゆら〜hitotose〜（2011年）
  - たまゆら〜もあぐれっしぶ〜（2013年）

- ましろ色シンフォニー（2011年）
- ベン・トー（2011年）
- エリアの騎士（2012年）
- 銀河へキックオフ!!（2012年）
- 聖闘士星矢Ω（2012年 - 2014年）
- ZETMAN（2012年）
- NARUTO -ナルト- SD ロック・リーの青春フルパワー忍伝（2012年 - 2013年）
- 黄昏乙女×アムネジア（2012年）
- カンピオーネ! 〜まつろわぬ神々と神殺しの魔王〜（2012年）
- ココロコネクト（2012年）
- 新世界より（2012年）
- ハヤテのごとく!シリーズ
  - ハヤテのごとく! CAN'T TAKE MY EYES OFF YOU（2012年）
  - ハヤテのごとく! Cuties（2013年）

- ジョジョの奇妙な冒険シリーズ
  - ジョジョの奇妙な冒険（2012年 - 2013年）
  - ジョジョの奇妙な冒険 スターダストクルセイダース（2014年 - 2015年）
  - ジョジョの奇妙な冒険 ダイヤモンドは砕けない（2016年）
  - ジョジョの奇妙な冒険 黄金の風（2018年 - 2019年）

- ラブライブ!シリーズ（2013年）
  - ラブライブ!サンシャイン!!（2016年）

- THE UNLIMITED 兵部京介（2013年）
- カーニヴァル（2013年）
- 進撃の巨人シリーズ
  - 進撃の巨人（2013年）
  - 進撃の巨人 Season 2（2017年）

- 革命機ヴァルヴレイヴ（2013年）
- 超次元ゲイム ネプテューヌ（2013年）
- Fate/kaleid liner プリズマ☆イリヤシリーズ
  - Fate/kaleid liner プリズマ☆イリヤ（2013年）
  - Fate/kaleid liner プリズマ☆イリヤ ツヴァイ!（2014年）
  - Fate/kaleid liner プリズマ☆イリヤ ツヴァイ ヘルツ!（2015年）
  - Fate/kaleid liner プリズマ☆イリヤ ドライ!!（2016年）

- 京騒戯画（2013年）
- 弱虫ペダルシリーズ
  - 弱虫ペダル（2013年）
  - 弱虫ペダル GRANDE ROAD（2014年）
  - 弱虫ペダル NEW GENERATION（2017年）

- サムライフラメンコ（2013年）
- のうりん（2014年）
- ウィザード・バリスターズ 弁魔士セシル（2014年）
- ディスク・ウォーズ:アベンジャーズ（2014年 - 2015年）
- ベイビーステップ（2014年 - 2015年）
- ヒーローバンク（2014年 - 2015年）
- トライブクルクル（2014年 - 2015年）
- デンキ街の本屋さん （2014年）
- 戦国無双（2015年）
- てさぐれ!部活もの すぴんおふ プルプルんシャルムと遊ぼう（2015年）
- GANGSTA.（2015年）
- ゴッドイーター（ufotableと共同制作、2015年）
- 学戦都市アスタリスク（2015年 - 2016年）
- 俺がお嬢様学校に「庶民サンプル」としてゲッツされた件（2015年）
- ブレイブビーツ（2015年 - 2016年）
- 虹色デイズ（2016年）
- 美少女戦士セーラームーンCrystal Season III（2016年）
- ばくおん!!（2016年）
- 甲鉄城のカバネリ（2016年）
- 不機嫌なモノノケ庵（2016年）
- B-PROJECT〜鼓動*アンビシャス〜（2016年）
- D.Gray-man HALLOW（2016年）
- デジモンユニバース アプリモンスターズ（2016年 - 2017年）
- モンスターハンター ストーリーズ RIDE ON（2016年 - 2018年）
- 終末のイゼッタ（2016年）
- ドリフェス!シリーズ
  - ドリフェス!（2016年）
  - ドリフェス!R（2017年）

- エルドライブ【ēlDLIVE】（2017年）
- CHAOS;CHILD（2017年）
- 喧嘩番長 乙女 -Girl Beats Boys-（2017年）
- アトム ザ・ビギニング（2017年）
- コンビニカレシ（2017年）
- 時間の支配者（2017年）
- ネト充のススメ（2017年）
- ゲゲゲの鬼太郎 (第6期)（2018年 - 2020年）
- 異世界魔王と召喚少女の奴隷魔術（2018年）
- スター☆トゥインクルプリキュア（2019年 - 2020年）
- トロピカル〜ジュ!プリキュア（2021年 - 2022年）
- 怪物事変（2021年）
- リーマンズクラブ（2022年）
- ひろがるスカイ!プリキュア（2023年- 2024年）

劇場アニメ
- ドラえもんシリーズ(※1984年～2000年、2015年に担当)
- それいけ!アンパンマン キラキラ星の涙（1989年）
- それいけ!アンパンマン とべ! とべ! ちびごん（1991年）
- 紅の豚（1992年）
- 映画ちびまる子ちゃん わたしの好きな歌（撮影、1992年）
- クレヨンしんちゃんシリーズ
  - クレヨンしんちゃん アクション仮面VSハイグレ魔王（1993年）
  - クレヨンしんちゃん ブリブリ王国の秘宝（1994年）
  - クレヨンしんちゃん 雲黒斎の野望（1995年）
  - クレヨンしんちゃん ヘンダーランドの大冒険（1996年）
  - クレヨンしんちゃん 暗黒タマタマ大追跡（1997年）
  - クレヨンしんちゃん 電撃!ブタのヒヅメ大作戦（1998年）
  - クレヨンしんちゃん 爆発!温泉わくわく大決戦（1999年）
  - クレヨンしんちゃん 嵐を呼ぶジャングル（2000年）

- 名探偵コナン 迷宮の十字路（2003年）
- 時をかける少女（2006年）
- 劇場版 銀魂 新訳紅桜篇（2010年）
- 劇場版 機動戦士ガンダム00 -A wakening of the Trailblazer-（2010年）
- 劇場版 ハヤテのごとく! HEAVEN IS A PLACE ON EARTH（2011年）
- 劇場版 FAIRY TAIL 鳳凰の巫女（2012年）
- 伏 鉄砲娘の捕物帳（2012年）
- 劇場版 TIGER & BUNNY -The Beginning-（2012年）
- それいけ!アンパンマン みんなでてあそび アンパンマンといたずらオバケ（2013年）
- 劇場版 TIGER & BUNNY -The Rising-（2014年）
- ラブライブ!The School Idol Movie（2015年）
- それいけ!アンパンマン リズムでうたおう! アンパンマン夏まつり（2015年）
- ガラスの花と壊す世界（2016年）
- Planetarian 〜ちいさなほしのゆめ〜（2016年）
- ポケモン・ザ・ムービーXY&Z ボルケニオンと機巧のマギアナ（2016年）
- 虐殺器官（2017年）
- 劇場版 ソードアート・オンライン -オーディナル・スケール-（2017年）

OVA
- ルパン三世 風魔一族の陰謀（1987年）
- 機甲猟兵メロウリンク（1988年 - 1989年）
- こどものじかん 2学期（2009年）
- 機動戦士ガンダムUC（2010年 - 2014年）
- たまゆら（2010年）
- バカとテストと召喚獣 〜祭〜（2011年）
- 乃木坂春香の秘密 ふぃな〜れ♪（2012年）
- 機動戦士ガンダム サンダーボルト（2016年）

Webアニメ
- 境界戦機 極鋼ノ装鬼（2023年）

### VFX担当作品
- ゴジラvsビオランテ（1989年）

### 制作協力
| 年     | タイトル                                        | 制作元請                                     | 備考                   |
| ------ | ----------------------------------------------- | -------------------------------------------- | ---------------------- |
| 1981年 | わんわん火事だわん                              | 英映画社                                     | 制作協力               |
| 2000年 | ニャニがニャンだー ニャンダーかめん             | サンライズ                                   | - 2001年、制作協力     |
| 2005年 | ギャラリーフェイク                              | トムス・エンタテインメント                   | 各話制作協力           |
| 2005年 | MÄR-メルヘヴン-                                 | SynergySP                                    | - 2007年、各話制作協力 |
| 2005年 | 極上生徒会                                      | J.C.STAFF                                    | 各話制作協力           |
| 2005年 | ゾイドフューザーズ                              | 東京キッズ                                   | 各話制作協力           |
| 2005年 | ゾイドジェネシス                                | 小学館ミュージック&デジタル エンタテイメント | 各話制作協力           |
| 2006年 | 格闘美神 武龍 REBIRTH                           | トムス・エンタテインメント                   | 各話制作協力           |
| 2006年 | Soul Link                                       | ピクチャーマジック                           | 各話協力スタジオ       |
| 2006年 | 史上最強の弟子ケンイチ                          | トムス・エンタテインメント                   | 各話制作協力           |
| 2006年 | 奏光のストレイン                                | スタジオ・ファンタジア                       | 各話制作協力           |
| 2007年 | ハヤテのごとく!                                 | SynergySP                                    | 各話制作協力           |
| 2007年 | 瀬戸の花嫁                                      | GONZO☓AIC                                    | 各話動画協力           |
| 2008年 | モノクローム・ファクター                        | A.C.G.T                                      | 各話制作協力           |
| 2008年 | バトルスピリッツ 少年突破バシン                 | サンライズ                                   | 各話制作協力           |
| 2008年 | 黒塚 -KUROZUKA-                                 | マッドハウス                                 | 各話制作協力           |
| 2008年 | ヒャッコ                                        | 日本アニメーション                           | 各話制作協力           |
| 2008年 | スキップ・ビート!                               | ハルフィルムメーカー                         | 各話制作協力           |
| 2008年 | 今日の5の2                                      | XEBEC                                        | 各話制作協力           |
| 2009年 | 黒神 The Animation                              | サンライズ                                   | 各話制作協力           |
| 2009年 | タユタマ -Kiss on my Deity-                     | SILVER LINK.                                 | 各話制作協力           |
| 2009年 | クロスゲーム                                    | SynergySP                                    | 各話制作協力           |
| 2009年 | チーズスイートホーム あたらしいおうち           | マッドハウス                                 | 各話制作協力           |
| 2009年 | WHITE ALBUM                                     | セブン・アークス                             | 各話制作協力           |
| 2009年 | 11eyes                                          | 動画工房                                     | 各話制作協力           |
| 2009年 | 夢色パティシエール                              | ぴえろ                                       | 各話制作協力           |
| 2009年 | たまごっち!                                     | オー・エル・エム                             | -2012年、各話制作協力  |
| 2009年 | アスラクライン2                                 | セブン・アークス                             | 各話制作協力           |
| 2010年 | 戦う司書 The Book of Bantorra                   | david production                             | 各話制作協力           |
| 2010年 | 迷い猫オーバーラン!                             | AIC                                          | 各話制作協力           |
| 2010年 | 聖痕のクェイサー                                | フッズエンタテインメント                     | 各話制作協力           |
| 2010年 | 学園黙示録 HIGHSCHOOL OF THE DEAD               | マッドハウス                                 | 各話制作協力           |
| 2010年 | おとめ妖怪 ざくろ                               | J.C.STAFF                                    | 各話制作協力           |
| 2010年 | 神のみぞ知るセカイ                              | マングローブ                                 | 各話制作協力           |
| 2011年 | 神のみぞ知るセカイII                            | マングローブ                                 | 各話制作協力           |
| 2011年 | FAIRY TAIL                                      | A-1 Pictures、サテライト                     | -2013年、各話制作協力  |
| 2011年 | 花咲くいろは                                    | ピーエーワークス                             | 各話制作協力           |
| 2011年 | STEINS;GATE                                     | WHITE FOX                                    | 各話制作協力           |
| 2011年 | だぶるじぇい                                    | DLE                                          | アニメーション協力     |
| 2011年 | たまゆら〜hitotose〜                            | TYOアニメーションズ                          | 製作委員会参加         |
| 2011年 | 灼眼のシャナIII-FINAL-                          | J.C.STAFF                                    | 各話制作協力           |
| 2011年 | ちはやふる                                      | マッドハウス                                 | 各話制作協力           |
| 2011年 | ベン・トー                                      | david production                             | 各話制作協力           |
| 2012年 | あらしのよるに 〜ひみつのともだち〜             | Sparky Animation、獏エンタープライズ         | 制作協力               |
| 2012年 | アクセル・ワールド                              | サンライズ                                   | 各話制作協力           |
| 2012年 | めだかボックス                                  | GAINAX                                       | 各話制作協力           |
| 2012年 | 宇宙兄弟                                        | A-1 Pictures                                 | 各話制作協力           |
| 2012年 | イナズマイレブンGO クロノ・ストーン             | オー・エル・エム                             | 各話制作協力           |
| 2012年 | 超速変形ジャイロゼッター                        | A-1 Pictures                                 | 各話制作協力           |
| 2012年 | リトルバスターズ!                               | J.C.STAFF                                    | 各話制作協力           |
| 2012年 | 新世界より                                      | A-1 Pictures                                 | 各話制作協力           |
| 2012年 | たまごっち! ゆめキラドリーム                    | オー・エル・エム                             | -2013年、各話制作協力  |
| 2013年 | たまゆら〜もあぐれっしぶ〜                      | TYOアニメーションズ                          | 製作委員会参加         |
| 2013年 | THE UNLIMITED 兵部京介                          | マングローブ                                 | 各話制作協力           |
| 2013年 | 惡の華                                          | ゼクシズ                                     | 各話制作協力           |
| 2013年 | ムシブギョー                                    | セブン・アークス                             | 各話制作協力           |
| 2013年 | カーニヴァル                                    | マングローブ                                 | 各話制作協力           |
| 2013年 | DEVIL SURVIVOR 2 the ANIMATION                  | bridge                                       | 各話制作協力           |
| 2013年 | ガイストクラッシャー                            | ぴえろ                                       | 各話制作協力           |
| 2013年 | ログ・ホライズン                                | サテライト                                   | 各話制作協力           |
| 2014年 | 鬼灯の冷徹                                      | WIT STUDIO                                   | 各話制作協力           |
| 2014年 | ラブライブ!                                     | サンライズ                                   | 各話制作協力           |
| 2014年 | ピンポン THE ANIMATION                          | タツノコプロ                                 | 各話制作協力           |
| 2014年 | 人生相談テレビアニメーション「人生」            | feel.                                        | 各話制作協力           |
| 2015年 | クロスアンジュ 天使と竜の輪舞                   | サンライズ                                   | 各話制作協力           |
| 2015年 | ジョジョの奇妙な冒険 スターダストクルセイダース | david production                             | 各話制作協力           |
| 2015年 | トライブクルクル                                | サンライズ                                   | 各話制作協力           |
| 2015年 | ジュエルペット マジカルチェンジ                 | スタジオディーン                             | 各話制作協力           |
| 2015年 | 進撃!巨人中学校                                 | Production I.G                               | 各話制作協力           |
| 2015年 | ブレイブビーツ                                  | バンダイナムコピクチャーズ                   | 各話制作協力           |
| 2016年 | 妖怪ウォッチ                                    | OLM TEAM INOUE                               | 各話制作協力           |
| 2016年 | リルリルフェアリル〜妖精のドア〜                | スタジオディーン                             | 各話制作協力           |
| 2016年 | 学戦都市アスタリスク                            | A-1 Pictures                                 | 各話制作協力           |
| 2016年 | 逆転裁判 〜その「真実」、異議あり!〜            | A-1 Pictures                                 | 各話制作協力           |
| 2016年 | 美男高校地球防衛部LOVE!LOVE!                    | スタジオコメット                             | 各話制作協力           |
| 2016年 | 食戟のソーマ 弐ノ皿                             | J.C.STAFF                                    | 各話制作協力           |
| 2016年 | 終末のイゼッタ                                  | 亜細亜堂                                     | 製作委員会参加         |
| 2016年 | うどんの国の金色毛鞠                            | ライデンフィルム                             | 各話制作協力           |
| 2016年 | ろんぐらいだぁす!                               | アクタス                                     | 各話制作協力           |

劇場アニメ
- ドラえもん のび太のドラビアンナイト（制作元請：シンエイ動画、協力、1991年）
- 劇場版 NARUTO -ナルト- 疾風伝 ザ・ロストタワー（制作元請：ぴえろ、制作協力、2010年）
- 借りぐらしのアリエッティ（制作元請：スタジオジブリ、作画協力、2010年）
- ジョバンニの島（制作元請：Production I.G、制作協力、2014年）
- 映画 Go!プリンセスプリキュア Go!Go!!豪華3本立て!!! パンプキン王国のたからもの（制作元請：東映アニメーション、制作協力、2015年）
- 映画 プリキュアオールスターズ みんなで歌う♪奇跡の魔法!（制作元請：東映アニメーション、制作協力、2016年）
- クレヨンしんちゃん 襲来!!宇宙人シリリ（制作元請：シンエイ動画、制作協力、2017年）
- クレヨンしんちゃん 爆盛!カンフーボーイズ～拉麺大乱～（制作元請：シンエイ動画、制作協力、2018年）
- 映画 HUGっと!プリキュア♡ふたりはプリキュア オールスターズメモリーズ（制作元請：東映アニメーション、制作協力、2018年）
- 映画 プリキュアオールスターズF（制作元請：東映アニメーション、制作協力、2023年）

OVA
- ストラトス・フォー アドヴァンス（制作元請：スタジオ・ファンタジア、各話制作協力、2005年）
- 大魔法峠（制作元請：スタジオバルセロナ、各話制作協力、2006年）
- デトロイト・メタル・シティ（制作元請：STUDIO 4℃、各話制作協力、2008年）
- 異世界の聖機師物語（制作元請：AICスピリッツ・BeSTACK、各話制作協力、2009年）
- かってに改蔵（制作元請：シャフト、各話協力プロダクション、2011年）
- HELLSING IX（制作元請：グラフィニカ、制作協力、2012年）
- リトルバスターズ!EX（制作元請：J.C.STAFF、各話制作協力、2014年）

Webアニメ
- +チック姉さん（製作委員会参加、アニメーション制作：TYOアニメーションズ、バーナムスタジオ、2011年）
- ぷちます! -プチ・アイドルマスター-（制作元請：ギャザリング、制作協力、2013年）
- BROTHERHOOD FINAL FANTASY XV（制作元請：A-1 Pictures、制作協力、2016年）

ゲーム
- とある魔術と科学の群奏活劇（制作元請：J.C.STAFF、制作協力、2013年）

### その他
| 年     | タイトル                          | 備考                                                                       |
| ------ | --------------------------------- | -------------------------------------------------------------------------- |
| 1985年 | それいけ!ズッコケ三人組           | 4月 - 1986年4月、宝塚映像制作、タイトル構成                                |
| 2010年 | AGC38                             | 10月 - 2013年5月、二次元バーチャルアイドルユニット、プロデュース企画       |
| 2011年 | アニメON！ - アニメ情報バラエティ | 12月 - 2015年9月、ニコニコ生放送、毎月末週（例外あり）の火曜日20時より放送 |
| 2013年 | あいまいみーまいん                | 12月 - 2015年9月、声優ユニット、プロデュース企画                           |

## 関連人物

### アニメーター・演出家
- 秋田谷典昭
- 石堂伸晴
- 大庭秀昭
- 清山滋崇

- 島崎克実
- ところともかず
- 飛田剛
- 中尾友治

### 制作
- 山浦宗春（代表取締役社長）
- 曽根孝治[注 4]
- 松橋厚至
- 鈴木公尚
- 河内山隆[注 5]
- 今尾圭吾